# Интеллектуальная игра
В интеллектуальной игре применяются умственные способности для достижения победы или в целях досуга. В таких играх развивается интеллект и эрудиция. Интеллектуальные игры распространены в массмедиа, так например, на телевидении и радио, где, как правило, от участников требуется отвечать на вопросы из различных сфер жизни, а победитель награждается какими-либо призами. Известными древними играми дошедшими до наших дней являются: шахматы, шашки, нарды, го.

## Примеры
- Что? Где? Когда?
- Своя игра
- Интеллектуальные олимпиады
- Брейн-ринг
- Абитура
- Conquiztador
- Эскейп-румы
- Большой вопрос
- Мозгобойня
- Who Wants to Be a Millionaire?